# 1923
1923 (MCMXXIII) a fost un an obișnuit al calendarului gregorian, care a început într-o zi de luni.

## Evenimente

În Europa sunt 23 de state (51 de state în 2006).

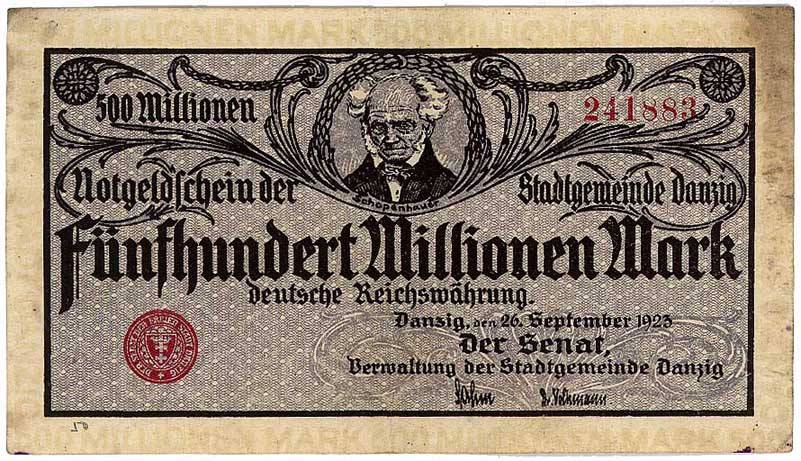
Bilet de 500 de milioane de mărci germane. Hiperinflație în Germania: o marcă de aur valorează 46 de mărci de hârtie în ianuarie 1922, 84.000 în iulie 1923, 24 de milioane în septembrie, 6 miliarde în octombrie și 1000 de miliarde la sfârșitul anului 1923.

### Ianuarie
- 9 ianuarie: Franța anunță public că Germania nu și-a îndeplinit obligația de cărbune datorată.
- 11 ianuarie: Franța și Belgia ocupă zona Ruhr pentru a obține în mod forțat cărbune, în urma neîmplinirii obligației Germaniei față de acestea. Poporul german și guvernul acestuia au continuat printr-o politică de rezistență pasivă.

### Februarie
- 16 februarie: Mormântul faraonului Tutankamon a fost inclus în circuitul turistic egiptean.

### Martie
- 1 martie: Grecia adoptă calendarul gregorian.
- 9 martie: Vladimir Lenin suferă cel de-al treilea accident vascular cerebral, ceea ce îl țintuiește la pat și-l face incapabil să vorbească, totuși el rămâne liderul oficial al Partidului Comunist până la moarte.
- 28 martie: Este promulgată prin decret regal, Constituția României Mari, votată de Parlamentul României la 26 martie 1923, una dintre cele mai avansate și democratice constituții din Europa acelui timp.

### Aprilie
- 26 aprilie: Prințul Albert, Duce de York (mai târziu Regele George al VI-lea) se căsătorește cu Lady Elizabeth Bowes-Lyon (mai târziu Regina Elizabeth) la Westminster Abbey.

### Iunie
- 17 iunie: S-a înființat Oficiul Național de Educație Fizică (ONEF).

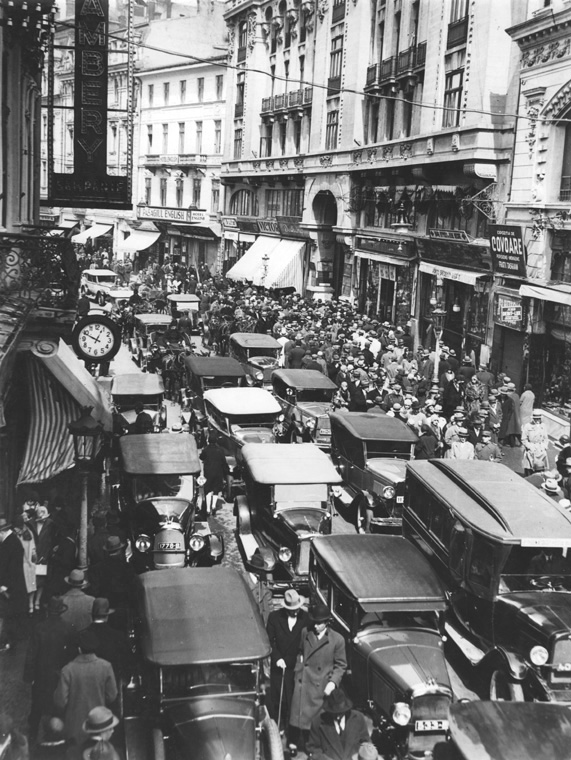
București, Calea Victoriei în 1923.

- 18 iunie: Vulcanul Etna erupe, 60.000 de oameni rămân fără case.
- 23 iunie: A luat ființă, la București, Societatea Națională de Credit Industrial, al cărei scop era stimularea dezvoltării industriale a țării.
- 25 iunie: Înființarea clubului de fotbal, Rapid București. Denumirea inițială a fost CFR București.

### Iulie
- 2 iulie: Accidentul feroviar de la Vintileanca, soldat cu 66 morți și 105 răniți.
- 20 iulie: Mexicanul Pancho Villa, se deplasează cu mașina personală, însoțit de garda de corp înarmată, spre Hidalgo del Parral; ucigașii angajați de președintele mexican, Alvaro Obregon, îl atacă și îl ucid cu 47 de gloanțe.
- 24 iulie: Tratatul de la Lausanne privind regimul strâmtorilor Bosfor și Dardanele este semnată și de România.

### August
- 2 august: Warren G. Harding, al 29-lea președinte al Statelor Unite (1921-1923), moare la birou și este succedat de Calvin Coolidge (1923-1929).

### Septembrie
- 1 septembrie: Marele cutremur din Kanto a devastat orașele Tokio și Yokohama omorând peste 150.000 de oameni.
- 23 septembrie: Reprezentanți ai poliției din 20 de țări s-au reunit la Viena pentru a lansa Organizația de Poliție Criminală Internațională – Interpol.

### Octombrie
- 29 octombrie: Turcia devine republică după dizolvarea Imperiului Otoman. Kemal Atatürk este primul președinte ales.

### Noiembrie
- 8-9 noiembrie: Puciul de la München. Încercare nereușită a lui Adolf Hitler de a porni o insurecție în Germania împotriva Republicii de la Weimar. Ca urmare, Hitler a fost condamnat la cinci ani de închisoare pentru trădare.
- 15 noiembrie: Hiperinflație în Germania: un dolar american se schimbă cu 4.200.000.000.000 de reichsmarks.

### Decembrie
- 19 decembrie: Regele George al II-lea al Greciei părăsește Grecia pentru București.

### Nedatate
- Autostrada Panamericană (Pan-American Highway). În lungime de 48.000 km se întinde din Alaska până în Argentina.
- Incidentul din Corfu. Ocuparea insulei grecești Corfu de către forțele italiene din ordinul lui Benito Mussolini. Motivul l-a constituit omorârea unei delegații italiene, care au făcut parte dintr-o delegație internațională. Grecia a fost obligată să plătească despăgubiri.

## Nașteri

### Ianuarie
- 1 ianuarie: Ion Gavrilă Ogoranu, partizan anticomunist român (d. 2006)
- 21 ianuarie: Prințul Andrei Andreevici Romanov, artist și autor ruso-american (d.2021)
- 23 ianuarie: Grigore Baștan, primul general parașutist român (d. 1983)
- 31 ianuarie: Norman Mailer, scriitor și jurnalist american (d. 2007)

### Februarie
- 12 februarie: Franco Zeffirelli (n. Gianfranco Corsi Zeffirelli), regizor italian, producător și scenarist (d. 2019)
- 28 februarie: Gyo Obata, arhitect american (d. 2022)

### Martie

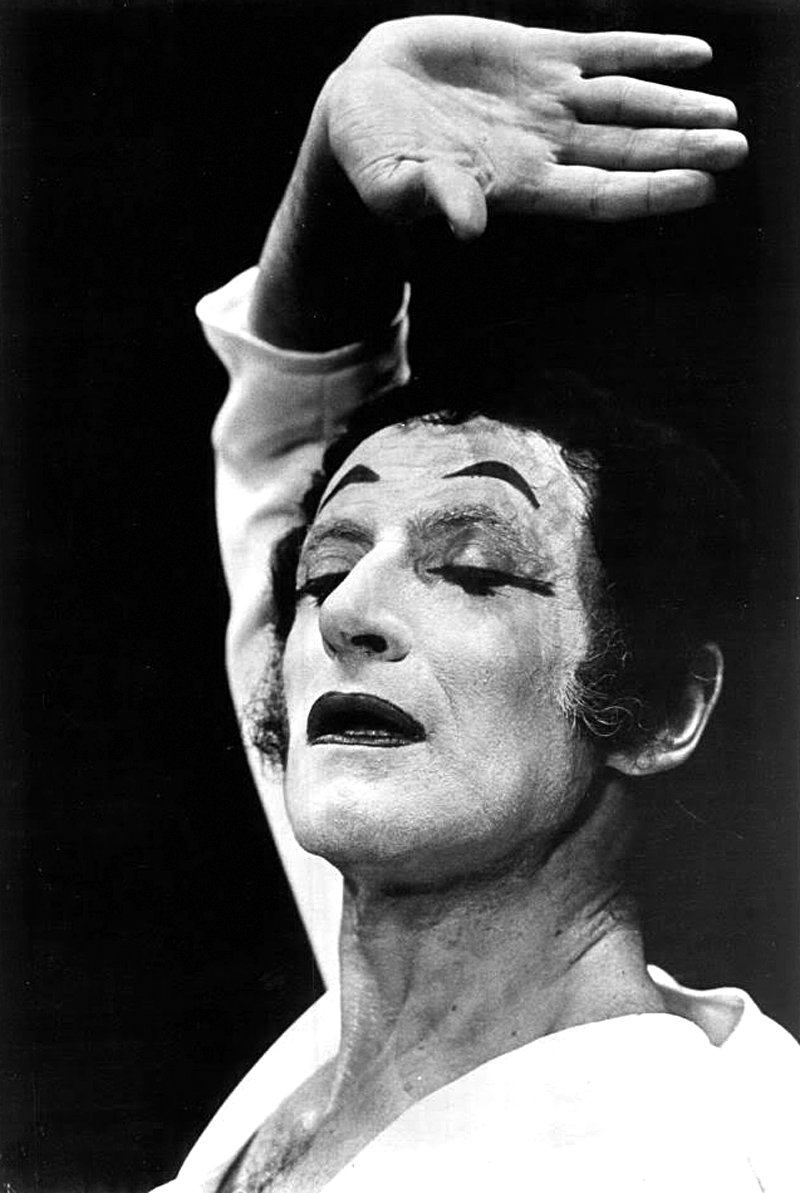
Marcel Marceau, pantonim francez
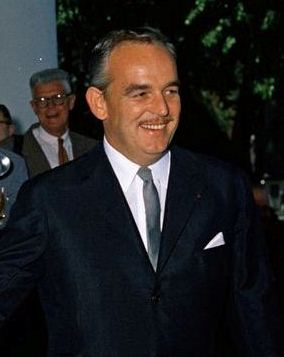
Rainier al III-lea, Prinț de Monaco
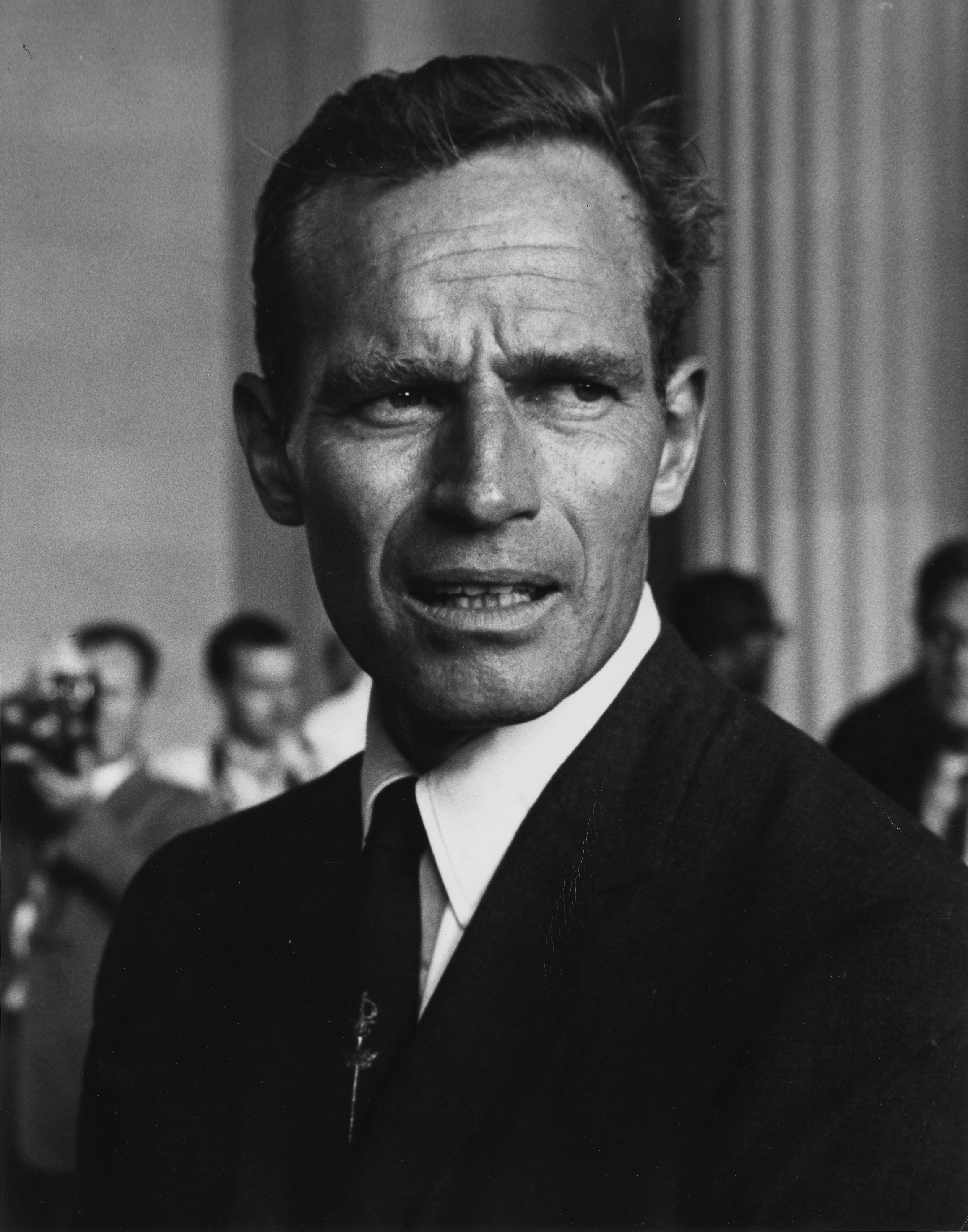
Charlton Heston, actor american
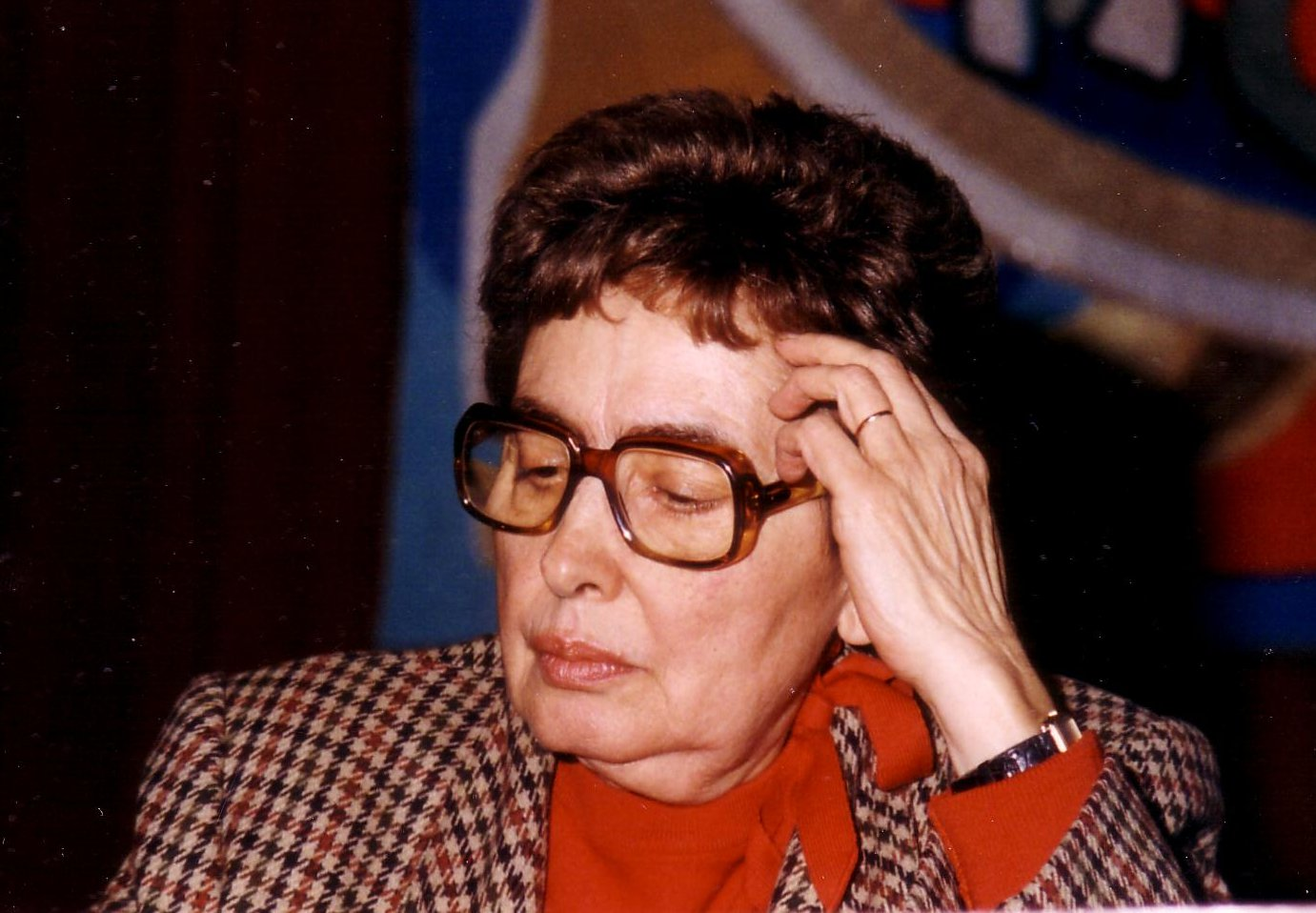
Monica Lovinescu, scriitoare și jurnalistă română

- 16 martie: Sergiu Cunescu, politician român, președinte al PSDR (d. 2005)
- 20 martie: Iván Aba, scriitor și ziarist maghiar (d. 1982)
- 22 martie: Marcel Marceau (n. Marcel Mangel), pantomim francez (d. 2007)

### Aprilie
- 22 aprilie: Bettie Page, fotomodel american (d. 2008)

### Mai
- 1 mai: Ion Popescu-Gopo, regizor român de film (d. 1989)
- 22 mai: Alfredo Pieroni, jurnalist italian (d. 2011)
- 21 mai: Dorothy Hewett, scriitoare australiană (d. 2002)
- 23 mai: Boris Dorfman, publicist ucrainean de etnie evreiască, născut în România (d. 2022)
- 24 mai: Ion Caraion, poet, jurnalist român (d. 1986)
- 24 mai: Victor Felea, poet, eseist, și critic literar român (d. 1993)
- 26 mai: Miles Davis, compozitor american de jazz (d. 1991)
- 27 mai: Henry Kissinger (n. Heinz Alfred Kissinger), diplomat, politician american născut în Germania, laureat al Premiului Nobel (d.2023)
- 31 mai: Rainier al III-lea, Prinț de Monaco (d. 2005)

### Iunie
- 4 iunie: Elizabeth Jolley, scriitoare australiană (d. 2007)

### Iulie
- 2 iulie: Constantin Dăscălescu, comunist român (d. 2003)
- 2 iulie: Wislawa Szymborska, scriitor polonez, laureat al Premiului Nobel (d. 2012)
- 6 iulie: Wojciech Witold Jaruzelski, om politic, președinte al Poloniei (1989-1990), (d. 2014)
- 6 iulie: Constantin Bălăceanu-Stolnici, medic neurolog român (d. 2023)
- 7 iulie: Liviu Ciulei, regizor, scenograf și actor român (d. 2011)
- 8 iulie: Manuel Alvar, lingvist spaniol, membru de onoare al Academiei Române (d. 2001)
- 17 iulie: Traian Ionescu, fotbalist și antrenor român (d. 2006)
- 19 iulie: Constantin Țoiu, scriitor și jurnalist român (d. 2012)

### August
- 11 august: Fernando Arrabal (Fernando Arrabal Terán), dramaturg al teatrului absurd, romancier și cineast francez de etnie spaniolă
- 29 august: Richard Attenborough, actor, regizor, producător și antreprenor englez (d. 2014)

### Septembrie
- 1 septembrie: Rocky Marciano (n. Rocco Francis Marchegiano), pugilist italo-american la categoria supergrea (d. 1969)
- 6 septembrie: Petru al II-lea, rege al Iugoslaviei (1934-1945), (d. 1970)
- 18 septembrie: Ana, Principesă de Bourbon-Parma, soția Regelui Mihai I al României (d. 2016)

### Octombrie
- 4 octombrie: Charlton Heston, actor american de film (d. 2008)
- 15 octombrie: Italo Calvino, scriitor italian (d. 1985)
- 21 octombrie: Mihai Gafița, scriitor român (d. 1977)
- 27 octombrie: Roy Lichtenstein, artist plastic american de etnie evreiască (d. 1997)

### Noiembrie
- 3 noiembrie: Dan Berindei, istoric român (d. 2021)
- 7 noiembrie: Paul Georgescu, scriitor român (d. 1989)
- 15 noiembrie: Lento Goffi, poet și jurnalist italian (d. 2008)
- 19 noiembrie: Monica Lovinescu, scriitoare și jurnalistă română (d. 2008)
- 25 noiembrie: Paul Niculescu-Mizil, comunist român (d. 2008)

### Decembrie
- 2 decembrie: Maria Callas (n. Cecilia Sophia Anna Maria Kalogeropoulos), soprană americană de origine greacă (d. 1977)

## Decese
- 3 ianuarie: Jaroslav Hašek, 39 ani, scriitor satiric, umorist și anarhist socialist ceh (n. 1883)
- 5 ianuarie: Adam Müller-Guttenbrunn (n. Adam Müller), 70 ani, scriitor, romancier și om de cultură șvab (n. 1852)
- 9 ianuarie: Katherine Mansfield (n. Katherine Beauchamp), 34 ani, nuvelistă și poetă neozeelandeză (n. 1888)
- 11 ianuarie: Regele Constantin I al Greciei, 54 ani (n. 1868)

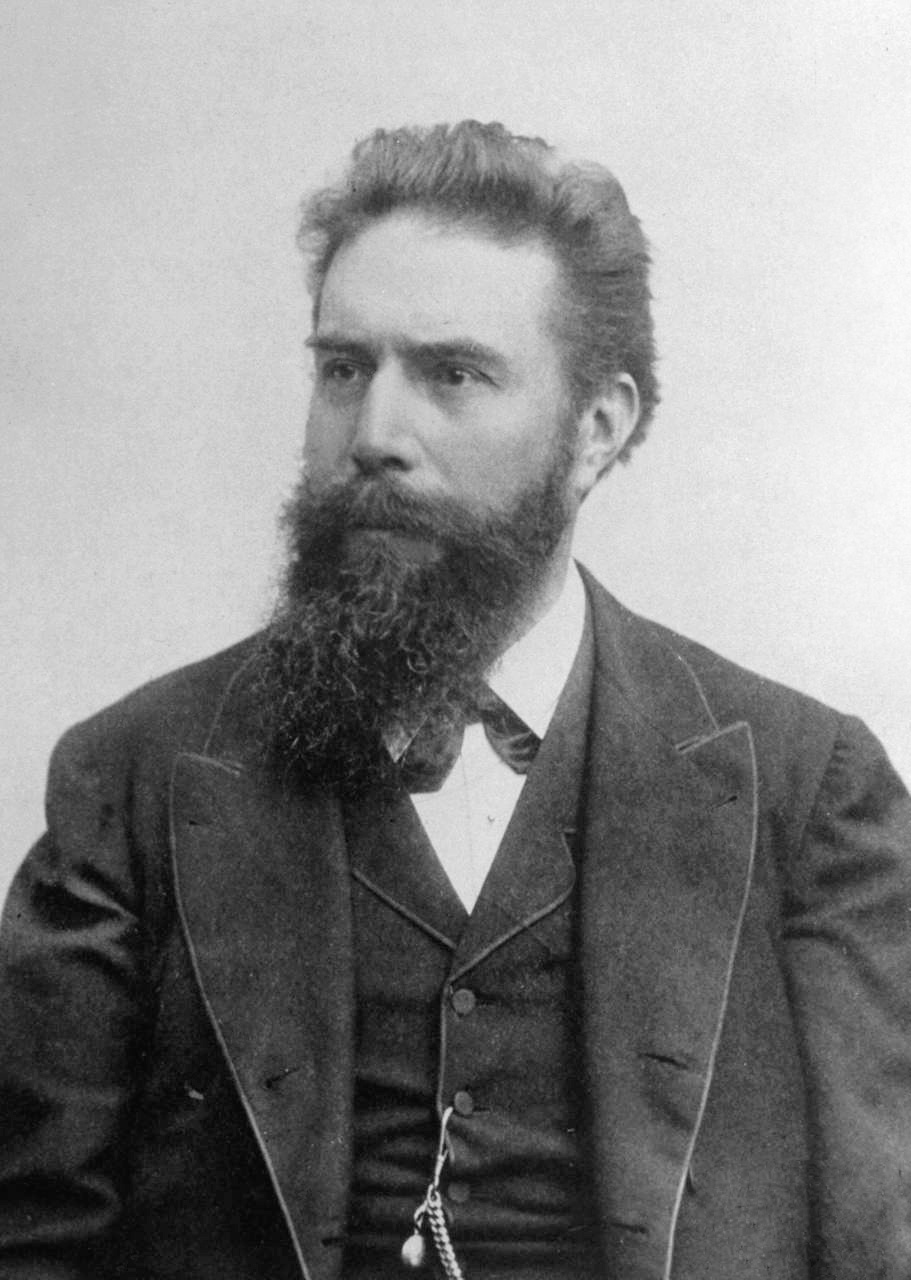
Wilhelm Conrad Röntgen, fizician german, laureat Nobel
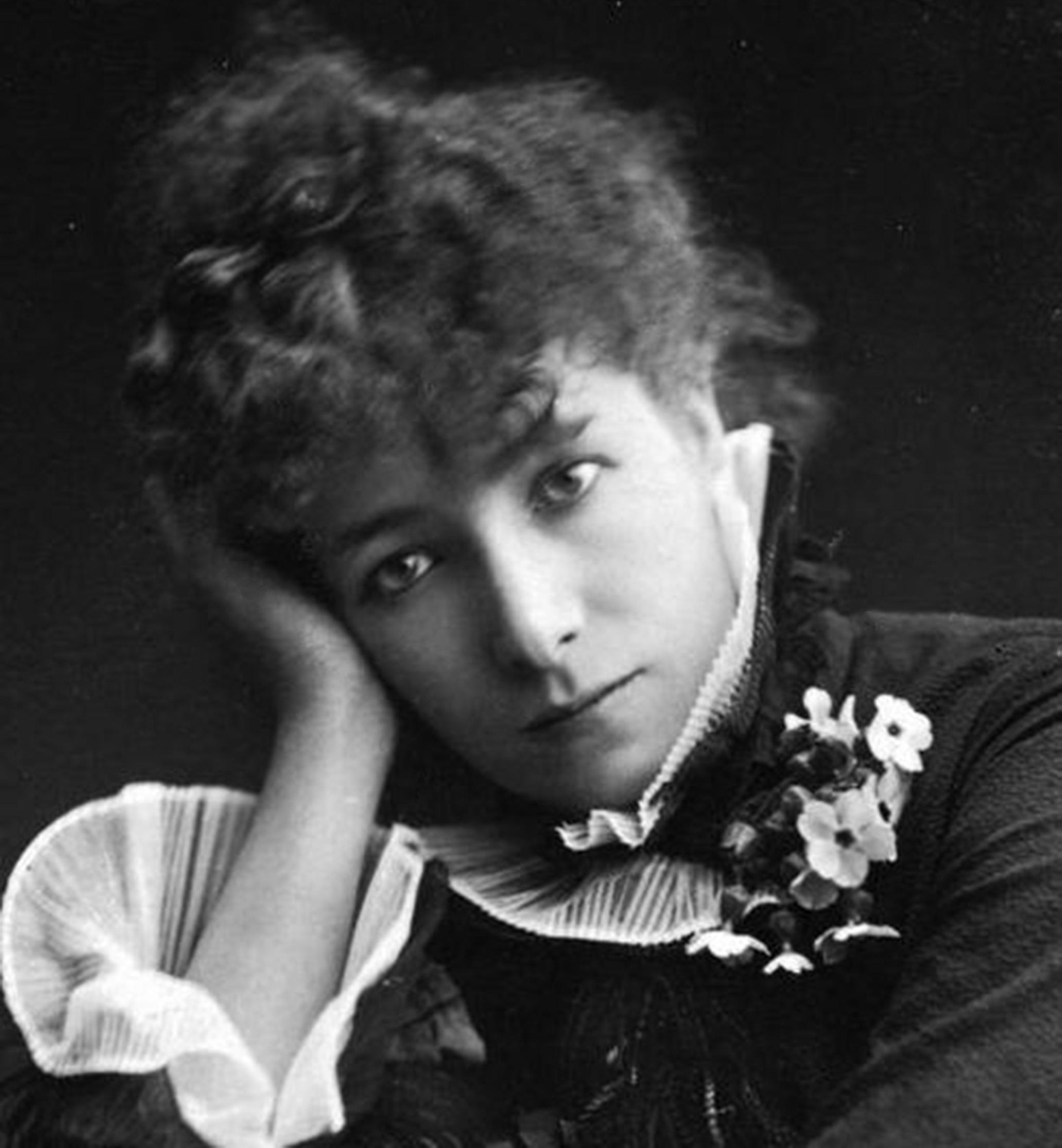
Sarah Bernhardt, actriță franceză
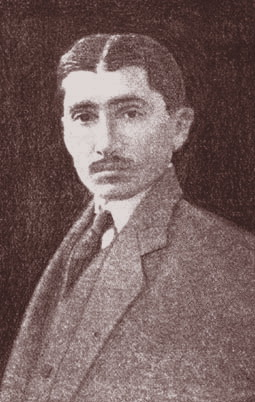
Urmuz,  scriitor român de avangardă
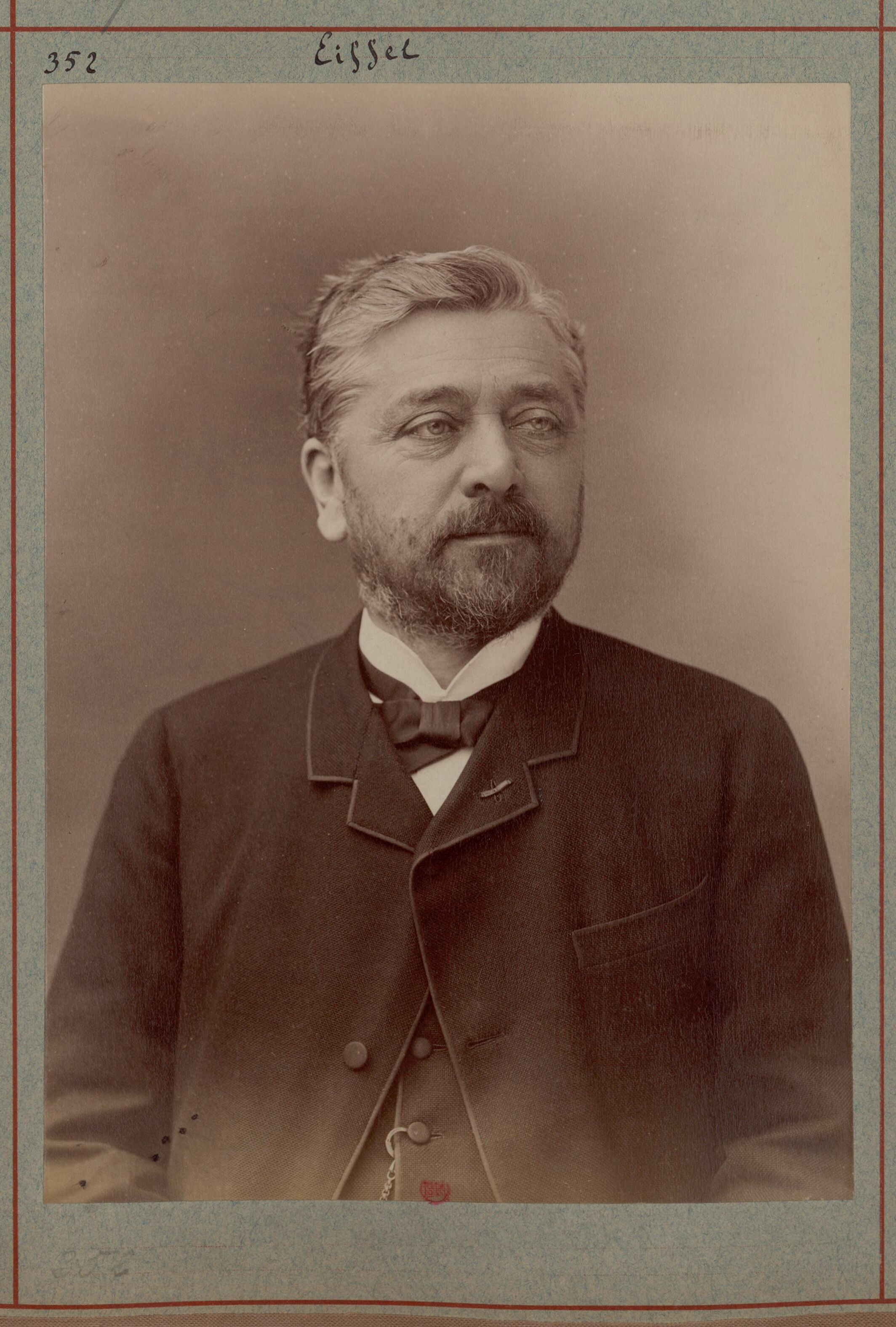
Gustave Eiffel, inginer și arhitect francez

- 10 februarie: Wilhelm Conrad Röntgen, 77 ani, fizician german, laureat al primului Premiu Nobel (1901), (n. 1845)
- 21 februarie: Prințul Miguel de Braganza, 44 ani (n. 1878)
- 24 februarie: Edward Williams Morley, 85 ani, chimist și fizician american (n. 1838)
- 27 februarie: Meyr Moritz Beck, 77 ani, teolog iudaic român, de etnie maghiară (n. 1878)
- 8 martie: Johannes Diderik van der Waals, 85 ani, fizician neerlandez, laureat al Premiului Nobel (1910), (n. 1837)
- 26 martie: Sarah Bernhardt (n. Henriette-Rosine Bernard), 78 ani, actriță franceză (n. 1844)
- 27 martie: James Dewar, 80 ani, chimist, inventator și fizician scoțian (n. 1842)
- 4 aprilie: Iulius Martov (n. Iulius Zederbaum), 49 ani, liderul menșevicilor din Rusia de etnie evreiască (n. 1873)
- 4 aprilie: John Venn, 88 ani, logician și filosof englez (n. 1834)
- 23 aprilie: Prințesa Louise a Prusiei, 84 ani, Mare Ducesă de Baden (n. 1838)
- 24 aprilie: Wilhelm Ernest, Mare Duce de Saxa-Weimar-Eisenach (n. Wilhelm Ernst Karl Alexander Friedrich Heinrich Bernhard Albert Georg Hermann), 46 ani (n. 1876)
- 3 mai: Ernst Hartwig, 72 ani, astronom german (n. 1851)
- 14 mai: Charles de Freycinet, 94 ani, inginer, politician și om de știință francez (n. 1828)
- 17 mai: Ducele Paul Frederic de Mecklenburg, 70 ani (n. 1852)
- 9 iunie: Takeo Arishima, 45 ani, prozator și eseist japonez (n. 1878)
- 9 iunie: Prințesa Elena a Regatului Unit, 77 ani, fiica reginei Victoria (n. 1846)
- 20 iunie: Prințesa Maria de Battenberg (n. Marie Caroline), 71 ani, prințesă de Battenberg și de Erbach-Schönberg (n. 1852)
- 27 iunie: Constantin C. Arion, 68 ani, om politic, ministru de externe român (n. 1855)
- 16 iulie: Louis Couperus (n. Louis Marie-Anne Couperus), 60 ani, romancier și poet neerlandez (n. 1863)
- 17 iulie: Theodor Rosetti,  86 ani, publicist și om politic român, prim-ministru al României (1888-1889), (n. 1837)
- 20 iulie: Pancho Villa (n. José Doroteo Arango Arámbula), 45 ani, general mexican (n. 1878)
- 2 august: Warren Gamaliel Harding, 57 ani, politician american, al 29-lea președinte al SUA (1921-1923), (n. 1865)
- 16 august: Horace Parnell Tuttle, 86 ani, astronom american (n. 1837)
- 24 august: Kate Douglas Wiggin, 66 ani, educatoare și scriitoare americană de literatură pentru copii (n. 1856)
- 9 septembrie: Prințesa Victoria Margaret a Prusiei, 33 ani (n. 1890)
- 14 noiembrie: Ernest Augustus de Hanovra (n. Ernest Augustus William Adolphus George Frederick), 78 ani, Prinț Moștenitor de Hanovra (n. 1845)
- 23 noiembrie: Urmuz (n. Demetru Demetrescu-Buzău), 40 ani, unul dintre cei mai originali reprezentanți ai literaturii române de avangardă (n. 1883)
- 4 decembrie: Maurice Barrès, 61 ani, scriitor și om politic francez (n. 1862)
- 10 decembrie: Carl Flügge (n. Carl Georg Friedrich Wilhelm Flügge), 76 ani, bacteriolog, epidemiolog și igienist german (n. 1847)
- 10 decembrie: Charles Rennie Mackintosh, 60 ani, arhitect, designer de mobilă și pictor scoțian (n. 1868)
- 13 decembrie: Jacob Muschong, 54 ani, om de afaceri român, de etnie sârbă (n. 1868)
- 27 decembrie: Gustave Eiffel (n. Alexandre Gustave Eiffel), 91 ani, inginer, arhitect francez  (n. 1832)

## Premii Nobel
- Fizică: Robert Andrews Millikan (SUA)
- Chimie: Fritz Pregl (Austria)
- Medicină: Frederick Grant Banting (Canada), John James Richard Macleod (Regatul Unit)
- Literatură: William Butler Yeats (Irlanda)
- Pace: Premiul în bani a fost alocat Fondului Special aferent acestei categorii